# ۳ مهر
۳ مهر صد و هشتاد و نهمین روز سال در گاه‌شماری خورشیدی است. به پایان سال ۱۷۶ روز (۱۷۷ روز در سال کبیسه) باقی‌است.

## رویدادها
- ۱۱۱۵ - بین ایران و امپراتوری عثمانی معاهده استانبول (۱۷۳۶) امضا شد
- ۱۳۵۷ - انحلال حزب رستاخیز
- ۱۳۵۹ - انتخاب محمدجواد تندگویان به وزارت نفت دولت رجایی
- ۱۳۹۲ - اولین سخنرانی روحانی، رئیس جمهوری ایران در شصت و هشتمین مجمع سازمان ملل

## زادروزها
- ۱۳۰۴ - اکبر دودکار، بازیگر
- ۱۳۰۷ - حسن کسائی، نوازندهٔ نی و موسیقی‌دان
- ۱۳۱۱ - فریدون پوررضا، خواننده و موسیقیدان
- ۱۳۱۶ - عباس شفیعی، داروساز، شیمیدان، استاد دانشگاه و ملقب به پدر داروسازی نوین ایران
- ۱۳۲۰ - فردوس کاویانی، بازیگر
- ۱۳۲۵ - علی پروین، بازیکن فوتبال و مربی پیشین تیم ملی و تیم پرسپولیس
- ۱۳۲۵ - حبیب الهیاری، تهیه‌کننده، بازیگر و مدیر تولید
- ۱۳۵۸ - امید آهنگر، بازیگر، کارگردان، تدوینگر و نویسنده ایرانی

## مرگ‌ها
- ۱۳۱۳ - میرزا ابوالقاسم کبیر قمی، فقیه شیعه
- ۱۳۲۱ - غمام همدانی، شاعر معاصر ایرانی
- ۱۴۰۰ - محمدمهدی یعقوبی، کشتی‌گیر